# Регіональний ландшафтний парк «Караларський»
Регіона́льний ландша́фтний парк «Калара́рський» розташований на території Керченського району (АР Крим). Площа 6806 га. Створено в 2007 р. Постановою Верховної Ради АР Крим.

## Історія створення
У 1988 р. на частині території Караларського степу був створений заказник площею 5900 га з досить суворим охоронним режимом. У 1990-і рр. була спроба посилити охоронний статус Караларського степу шляхом включення його до Казантипського природного заповідника, проте цього не сталося. Виходячи з необхідності підвищення охоронного статусу території, в 2005 р. група фахівців підготувала обґрунтування для створення національного природного парку (НПП) «Караларський», який повинен був включити не тільки територію існуючого заказника, але і деякі прилеглі ділянки. Обґрунтування було передано в Держслужбу заповідної справи України.
Очікуючи рішення про створення НПП, природоохоронна громадськість в союзі з археологами активно відбивала атаки по господарському освоєнню Караларського степу. У цьому дуже допомагало наявність заказника, затверджене положення якого вимагало додержання строгого режиму охорони. На жаль, НПП на цій території досі не створений.
Навпаки, в 2007 р. уряд Криму, мабуть бажаючи «пом'якшити» режим охорони території, ухвалив рішення про трансформацію заказника в регіональний ландшафтний парк (РЛП) — об'єкт природно-заповідного фонду місцевого значення, охоронний режим якого в Законі України «Про природно-заповідний фонд» прописаний досить умовно. Отримавши нові 1000 га території, Караларський степовий масив втратив чітко встановлені межі й охоронний режим. Невдовзі після створення РЛП постало питання про зонування його території з метою виділення зон для рекреації й туризму.
До території РЛП «Караларський» примикають цінні з природного і археологічно-історичного погляду урочища «Артезіан» і Осовинський степ. «Артезіан» знаходиться на південь і, частково, південний захід від базового Караларського цілинного масиву. Це значна за площею територія (близько 5000 га), де цілинний степ втрачений, але без інтенсивного господарювання та при наявності джерела прісної води тут спостерігається підвищене біорізноманіття, а місцями і самовідновлення природних комплексів.
На схід від території РЛП до Керченської протоки тягнеться великий Осовинський степовий масив (понад 12600 га). Загалом ці два масиви складають єдине ціле з територією існуючого РЛП (6806 га) і надають додаткову можливість вирішити питання грамотної організації національного природного парку на території Караларського Приазов'я.
Є думка, що на території наявного РЛП «Караларський» поєднати реалізацію охорони біорізноманіття з рекреацією і туризмом неможливо; це завдання можна успішно вирішити тільки шляхом розширення РЛП і його перетворення в національний природний парк.

## Про зонування РЛП «Караларський»

### Біорізноманіття
Природна цінність Караларського степу зумовлена в першу чергу наявністю великого масиву непорушеної (або ж природно відновленої) степової рослинності. Територія включає значні площі формації ковили Браунера, що займають більшу частину РЛП, а також ділянки формації ковили дніпровської, поширені по піщаних узбережжях (найбільш вразливим у разі рекреаційного освоєння). Ці види занесені до Червоної книги, а утворені ними угруповання охороняються Зеленою книгою України.
Попередньо, для території парку відомий 261 вид судинних рослин, що становить приблизно 30 % від загальної кількості видів Керченського флористичного району. В ході подальших досліджень число видів, безсумнівно, збільшиться. Список включає 29 видів рослин, занесених до Червоної книги України, 4 види з Європейського Червоного списку, 2 види з Додатку I Бернської конвенції.
З метою визначення значущості тих чи інших ділянок парку для збереження популяцій раритетних видів рослин було проведено картування поширення деяких з них. Зокрема, отримано дані щодо зозулинця барвистого. Для цього виду особливе значення мають прибережні кам'янисті схили і тераси від села Золоте до мису Багатубе. З дещо меншою щільністю вид зустрічається в глибині цілинного масиву. У досліджених фрагментах популяції переважають дорослі квітучі екземпляри. Це свідчить про зрілість популяції і необхідності резервних територій, на яких можуть утворюватися молоді популяції. Останнє буде утруднене або зовсім неможливе у випадку інтенсифікації рекреаційного використання території
Шафран Палласа, на відміну від попереднього виду, за наявними даними, має зону поширення, обмежену трьома невеликими ділянками всередині степового масиву. Вид представлений тут щільними популяціями, характерна наявність молодих вікових стадій; очевидно, необхідні площі для природного збільшення популяцій.
Тюльпан Шренка (тюльпан Геснера, Tulipa gesneriana) дифузно поширений майже по всій території парку, утворюючи окремі скупчення з переважанням квітучих екземплярів; тюльпан двоквітковий трапляється в Сююртаській балці (в популяціях домінують квітучі екземпляри); тюльпан дібровний — також в Сююртаській балці, а крім того — на узбережжі бухти Поліфем і по берегах Чокрацького озера.
Територія РЛП має також велике значення для збереження тварин. Тут виявлено не менш 197 видів наземних хребетних і 26 видів наземних безхребетних, занесених до Червоної книги, Червоного списку МСОП, що знаходяться під охороною Бернської, Боннської конвенцій та інших міжнародних угод.
У зв'язку з планами зонування РЛП необхідно враховувати, зокрема, відомості про території, що мають особливе значення для занесених до Червоної книги видів птахів. Серед таких виступають насамперед місця гніздування. Так, дрохва (Otis tarda) на території парку регулярно спостерігається на південь від гори Караларської, в районі гори Мірошникова і на інших ділянках. Давно з'ясовано, що для збереження популяцій цього виду необхідно звести до мінімуму фактор занепокоєння. Це умова прописана і в Плані дій щодо збереження виду, розробленому в рамках Меморандуму про взаєморозуміння щодо збереження дрохви. Україна, підписавши цей меморандум в 2002 р., взяла на себе зобов'язання щодо реалізації заходів, спрямованих на збереження дрохви.
Ще чутливіша до занепокоєння хохітва — мешканка східної, найменш відвідуваної, частини парку. Журавель степовий тримається в районі Сююртаської балки, гір Плоска, Скала, Джейлавська тощо. Масова загибель кладок цих видів птахів внаслідок сильного фактора непокоєння визначає необхідність поширення виключно заповідного режиму на всю територію розглянутого масиву.
У випадку з огарем значення мають як збереження степового масиву в непорушеному стані, так і можливість спокійно годуватися в акваторії бухт, а також на Чокрацькому озері, що істотно обмежує можливість їх рекреаційного використання. Аналогічна ситуація і для рожевого шпака, що займає свої колонії на прибережних обривах, і для кулика-довгонога, що потребує спокійної годівлі на Чокрацькому озері.
Збереження мінімально відвідуваного і непорушеного степового масиву — умова благополуччя таких хижих птахів, як орел-могильник, сапсан і лунь польовий.
Значення цієї території для збереження багатьох видів птахів закріплено її включенням до всесвітнього списку ключових орнітологічних територій (IBA UA102).
Таким чином очевидно, що вся територія існуючого РЛП виключно значима для збереження біорізноманіття. Зважаючи на це на ній повинен бути встановлений режим, що максимально виключає дію чинників порушення природного рослинного покриву, погіршення умов гніздування, неспокою і браконьєрства. Режимом, який може забезпечити дані умови, згідно закону, може бути тільки заповідний.

## Резерви для розширення
Окремо слід охарактеризувати біологічну цінність прилеглих до території РЛП ділянок — урочища «Артезіан» і Осовинський степ. Значну цінність мають ділянки петрофітних степів на вапнякових виходах біля села Золоте, в районі гребенів Великий Вал і Чорний Хребет, а також Широкої балки. Тут виявлені такі типово степові рослини, як громовик фарбувальний, гадюча цибулька китицецвіта, рястка жовтувата, півники маленькі тощо. В урочищі Артезіан на покинутих полях активно відновлюється степова рослинність за участю ковили Браунера і зозулинця барвистого.
Осовінський степ визнаний однією з високопріоритетних територій для збереження біологічного та ландшафтного різноманіття в Криму. Виняткову цінність в Осовінському степу представляють не тільки великі площі формації ковили Браунера, але і чагарникові, подекуди деревно-чагарникові угруповання, в цілому дуже рідкісні на Керченському півострові. Зарості чагарників відрізняються видовим багатством, сформовані різними видами глодів (Crataegus monogyna, C. stevenii, C. taurica), шипшин (Rosa corymbifera, R. tauriae, R. gallica), свидини південної (Cornus australis), терну степового, бирючини звичайної і бузини чорної. Під їх пологом створюються сприятливі умови для зростання деяких лісових рослин: кліщинця видовженого, бугили лісової, пшінки степової тощо. Чагарникові угруповання тягнуться на 3,5 км між мисами Тархан і Хроні і займають площу близько 145 га.
Завдяки збереженню природних типів рослинності та обширним площам обидва масиви мають велике значення для збереження об'єктів тваринного світу. Мова йде про місцепроживання дрохви, стрепета і лежня, степового журавля.
Ставки «Артезіан», Чокрацьке озеро, бухти Рифів і Булганак дуже важливі як місця літніх і прогонових скупчень птахів, у тому числі — рідкісних і охоронюваних видів. В урочищі «Артезіан» і на прикордонних ділянках Осовинського масиву розташовуються притулки унікальних (не тільки для Криму і України, а й для всієї Європи) колоній рукокрилих, де представлені насамперед два види — підковик великий і нічниця гостровуха. Унікальність цих місцезнаходжень визнана включенням їх до Національного списку ключових місцезнаходжень рукокрилих України та відповідний Загальноєвропейський список. Стихійна рекреація в даному випадку може призвести до незворотних наслідків.
Таким чином, на основі короткої характеристики обох територій можна прийти до висновку про необхідність термінового виділення значної їх площі в заповідну зону.

## Можливості для рекреації і туризму
При зазначеній необхідності створення значної за площею заповідної зони в межах урочища «Артезіан» і Осовинського степу ці території, тим не менш, мають значний потенціал для забезпечення еколого-просвітницької та рекреаційної діяльності. Так, наприклад, на території Осовинського степу знаходиться унікальний геологічний об'єкт — поле грязьових вулканів, частина з яких на сьогодні має статус об'єктів природно-заповідного фонду. Це геологічні пам'ятки природи місцевого значення (площею 1 га кожна) «Грязьова сопка Андрусова», «Грязьова сопка Вернадського» і «Грязьова сопка Обручева». Дані об'єкти можуть бути вельми цікаві для відвідувачів.
Урочище «Артезіан» і Осовинський степ, разом з основним Караларським масивом, мають значне археологічне та історичне значення. Тут детально описані поселення бронзової доби, античні городища і поселення, залишки стародавніх середньовічних поселень, укріплення, виробничі комплекси і сільськогосподарські наділи, тераси, дороги, святилища, стародавні місця поховання — ґрунтові могильники і кургани тощо. Частина їх може бути музеїфікована і використана у рекреаційно-освітній діяльності.

## Шляхи збереження Караларського Приазов'я
Очевидно, що прагнення поєднати завдання збереження біорізноманіття з рекреацією і туризмом в рамках існуючого РЛП «Караларський» шляхом зонування його території суперечить чинному національному законодавству. Адже ясно, що мова йде про практично суцільний ковиловий масив з високою концентрацією раритетних видів флори і фауни, охорона яких регламентується законодавством України, в тому числі Законом «Про Червону книгу України».
Згідно Закону України «Про природно-заповідний фонд України» (ст. 24), «На території регіональних ландшафтних парків з урахуванням природоохоронної, оздоровчої, наукової, рекреаційної, історико-культурної та інших цінностей природних комплексів та об'єктів, їх особливостей може проводитися зонування з урахуванням умов, передбачених для національних природних парків».
Отже, по-перше, зонування не є обов'язковим, а по-друге, якщо його і проводять, то з урахуванням вимог щодо зонування національних природних парків — ст. 21 цього ж закону. Стаття 21 визначає, що «заповідна зона — зона, призначена для охорони та відновлення найбільш цінних природних комплексів, режим якої визначається згідно з вимогами, встановленими для природних заповідників».
Стаття 11 Закону України «Про Червону книгу України» говорить, що охорона внесених до Червоної книги видів здійснюється, зокрема, шляхом «урахування спеціальних вимог щодо охорони об'єктів Червоної книги України під час … вирішення питань відведення земельних ділянок, розробки проектної або проектно-планувальної документації». Таким чином, якщо мова йде про зонування, то в будь-якому випадку повинні бути враховані завдання збереження видів, що охороняються Червоною книгою України.
З викладеного зрозуміло, що на території зростання/існування вже тільки перерахованих червонокнижних видів ніяких інших зон, крім заповідної, бути не може, оскільки це незмінно призведе до деградації і втрати раритетних видів. Що, у свою чергу, є прямим порушенням національного законодавства. Відповідно, якщо РЛП «Караларський» і треба буде зонувати, то тільки шляхом виділення однієї зони — заповідної.
В цілому ж на території Караларського Приазов'я повинен бути створений більш великий об'єкт природно-заповідного фонду, який може включити, крім заповідної, зони регульованої та стаціонарної рекреації, а також господарську зону.
Це завдання можна вирішити шляхом приєднання до існуючого РЛП земель урочища «Артезіан» і Осовинський степ (оптимально — з підвищенням статусу нового об'єкта до рівня національного парку). При цьому найбільш цінні фрагменти урочища «Артезіан», а також значна частина Осовинського степового ядра повинні бути об'єднані в рамках заповідної зони з територією існуючого РЛП.
На решті території «Артезіану» і певних ділянках масиву Осовинського степу можна встановити зону регульованої рекреації. Це дозволить організувати освітній туризм на поля вулканів і музеїфікувати (за зразком державних заповідників «Ольвія» і «Херсонес») Артезіанські поселення-пам'ятники, а також прокласти екологічні стежки з метою ознайомлення відвідувачів з природою і природоохоронними проблемами степу. Окремим напрямком може стати організація спостереження за птахами (наприклад, в районі Артезіанських ставків) — цей вид відпочинку досить популярний у світі.
Забезпечення стаціонарного пляжного відпочинку можливо лише при включенні в територію парку існуючих пляжів в районі сіл Золоте, Новоотрадне, Курортне, Юркіне тощо. Дані населені пункти і їхні землі можуть бути включені в господарську зону парку, що не приведе до зміни режиму землекористування на їх територіях. Навпаки, приплив відпочивальників на організовані парком об'єкти відвідування принесе додаткові кошти до їхнього бюджету.

## Галерея

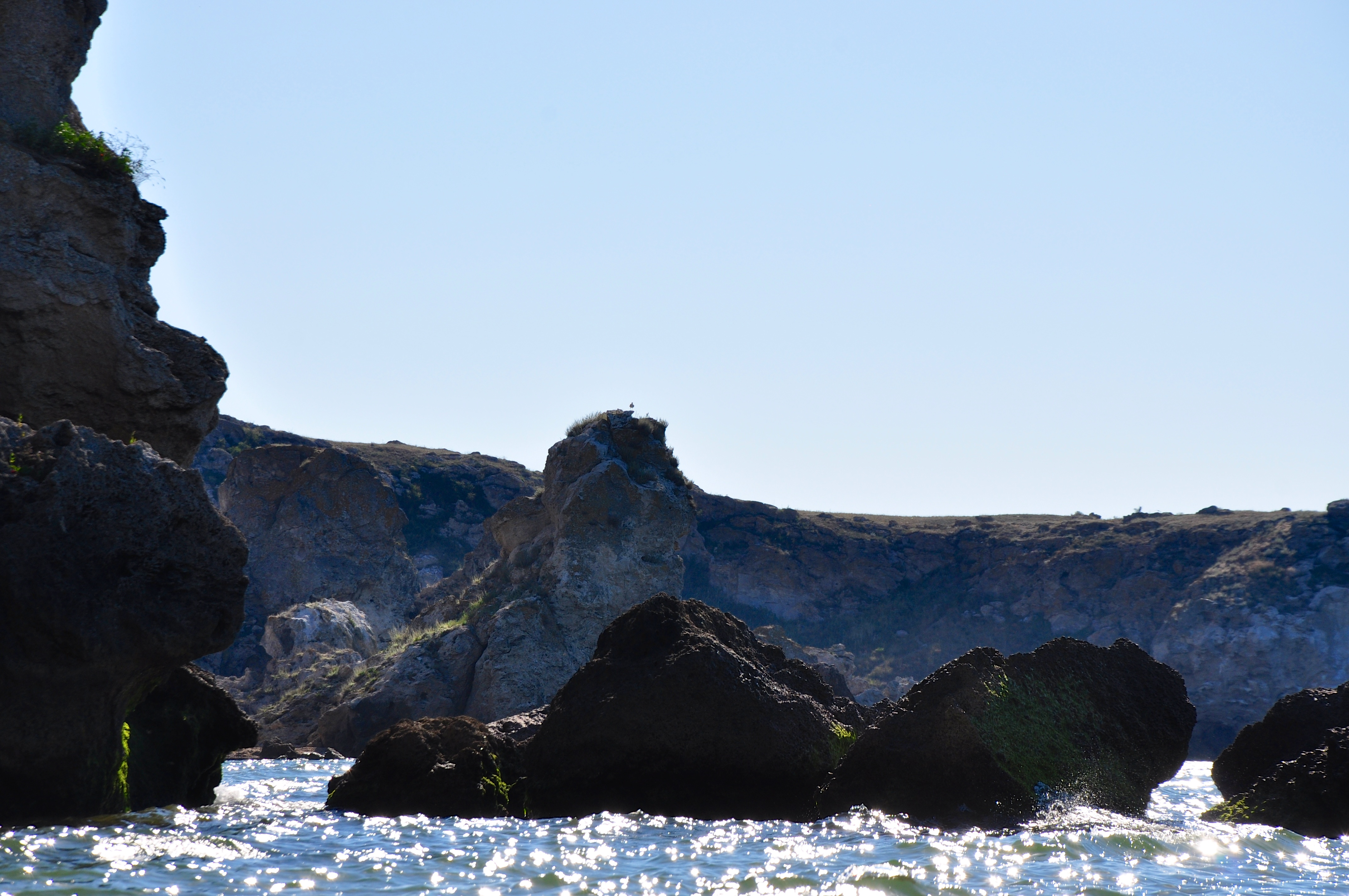
Сяйво поміж скель
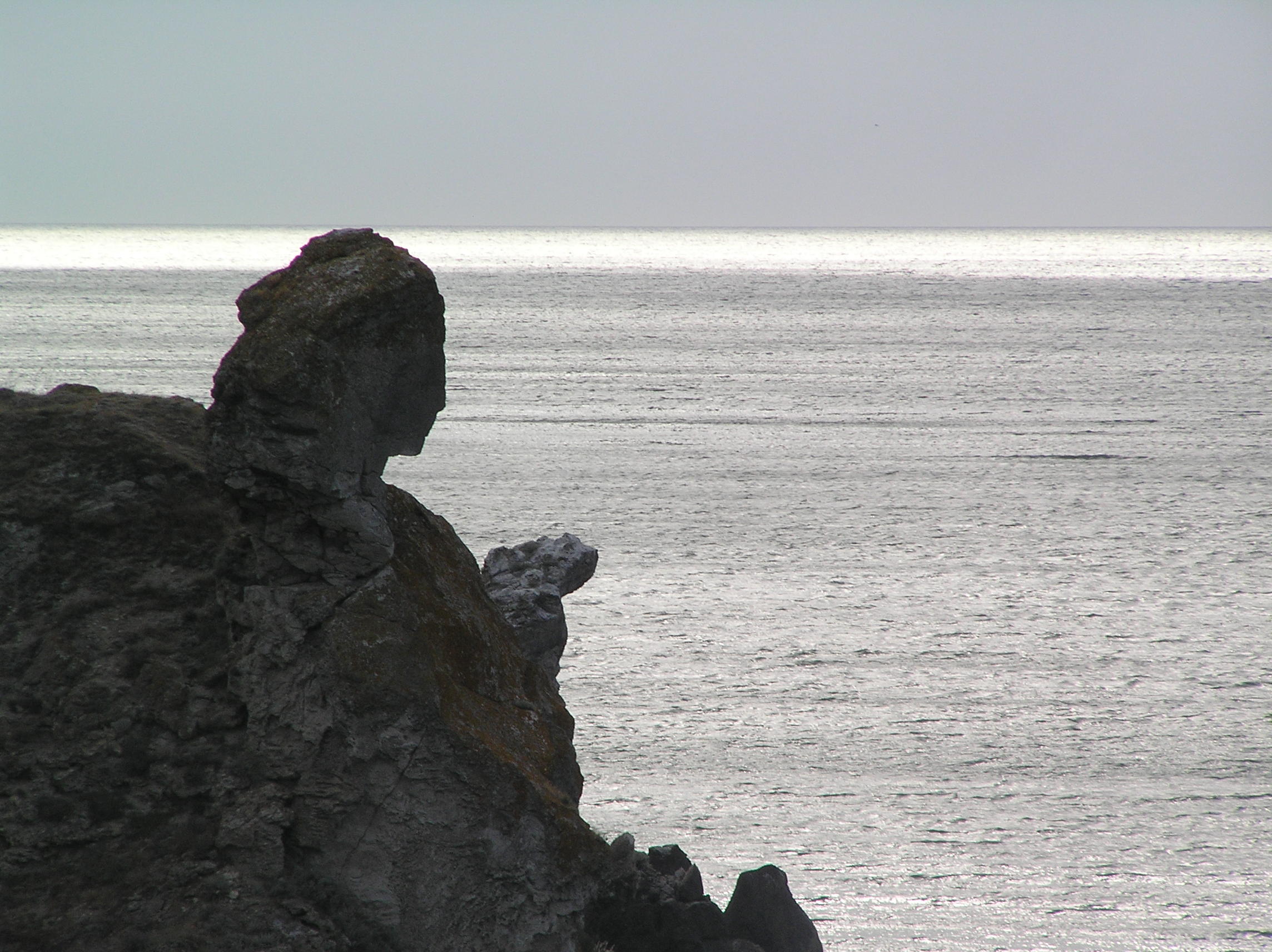
Афродіта Караларська
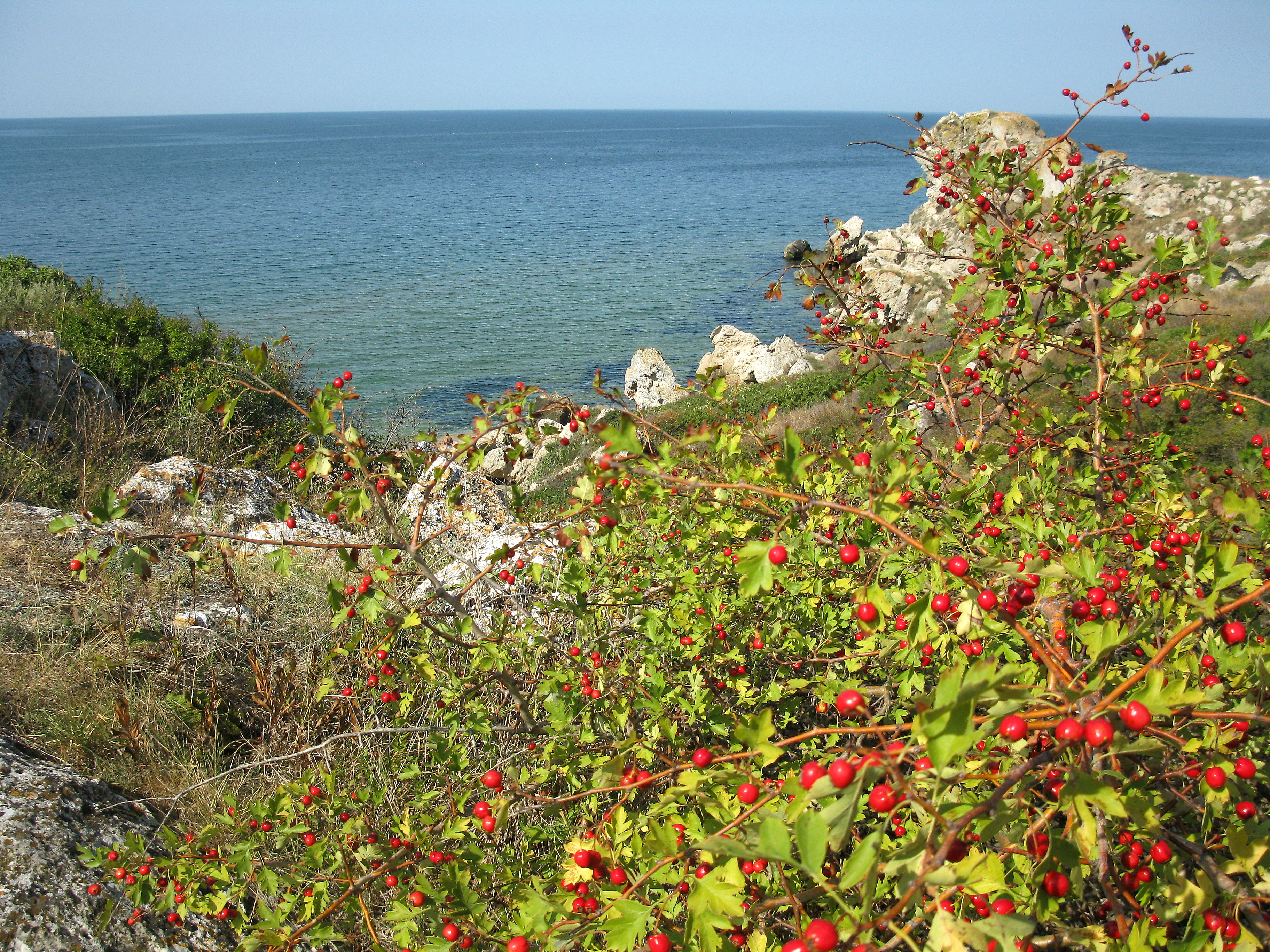
Шипшина

## Ресурси Інтернету
- Парникоза И. Ю., Годлевская Е. В., Зимнухов Р. А. Караларская степь: от регионального к национальному парку
- Ландшафтный парк «Караларская степь» (карта, фото)